# ジョシュ・ベンソン
ジョシュ・ベンソン（Josh Benson, 1999年12月5日 - ）は、イングランド・エセックス州サロック出身のサッカー選手。EFLチャンピオンシップ・バーンズリーFC所属。ポジションはMF。

## クラブ経歴
9歳の時にアーセナルFCの ユースアカデミーに入所し、10年間在籍するも、トップチーム昇格には至らず、2018年にバーンリーFCと契約。2018-19シーズン終盤にトップチームに昇格。2020年1月17日にEFLリーグ2 (4部リーグ)のグリムズビー・タウンFCへのローン移籍が発表。ローン先でプロデビューを果たし、11試合2ゴールを記録。2020-21シーズンよりトップチームに定着。2020年11月28日のマンチェスター・シティFC戦で先発で起用され、念願のプレミアリーグデビュー。90分間フル出場するも、試合は0-5で敗れた。
2021年7月、バーンズリーFCに移籍した。